# Кривична одговорност
Кривична одговорност су услови потребни да се на извршиоца кривичног дела примени кривична санкција. Кривично неодговорном особом се сматра лице млађе од 14 година.
Да би неко дело било кажњиво, неопходно је да је као такво законом прописано. Другим речима, док неко понашање није прописано законом као кажњиво дело, за то се понашање не може казнено-правно одговарати, тј. не постоји ни кривична одговорност.

## Општи појам одговорности
Одговорност се обично изједначава са појмом кривица, иако то бар у правном смислу није тачно. Ипак, ако се узму те две речи као синоними, може се говорити о разним врстама одговорности, па се тако разликује кривична одговорност, политичка одговорност, морална одговорност и метафизичка одговорност. Кривична, или шире правна одговорност, она је чије постојање у прописаном поступку утврђује суд. Политичка одговорност је одговорност за политичко вођење државе. Морална одговорност је она коју сваки човек има пред сопственом савести. Метафизичка одговорност је одговорност која постоји за сва страдања и неправду у свету, која наступа када човек не учини све што је у његовој моћи да их спречи. Треба имати у виду да су ови облици одговорности знатно међусобно различити. Разликовање правне, тј. кривичне одговорности од метафизичке и политичке сасвим је јасно, јер су ово у суштини колективистишки појмови одговорности у којима се одговара за последице рада многих и у којима појединац није у ситуацији да сам измени оно због чега се одговара, већ то могу само групе, колективитети појединаца. Правна и морална одговорност су, индивидуалистички конципиране, јер је њихова основа одговорност појединца за последице његовог сопственог понашања. Од моралне одговорности правна се разликује по томе што: „и што није забрањено, може да не буде поштено”, као што наводи Општи имовински законик за Књажевину Црну Гору из 1888. године. Оно што формално разликује правну од моралне одговорности је субјект и начин изрицања санкције. Код правне одговорности санкцију у посебно прописаном поступку изриче суд, док код моралне одговорности санкцију изриче било неорганизовано друштво, било сам прекршилац моралне норме, тј. савест.
Правна одговорност, дакле, представља одговорност за кршење правних прописа, коју у законом предвиђеном поступку утврђује суд. Како се право дели на различите правне области и правне гране, тако постоји више врста правне одговорности, које се међусобно значајно разликују. Основна подела правне одговорности је на:
- Казнено-правну која представља одговорност учиниоца за извршено кажњиво дело. Она се даље дели на:
  - кривично-правну одговорност, која подразумева одговорност за извршено кривично дело и
  - прекршајно-правну одговорност, која подразумева одговорност за извршени прекршај.
- Грађанско-правну одговорност која представља одговорност лица за проузроковану штету, која може бити материјална или нематеријална. Она се дели на:
  - уговорну и
  - вануговорну одговорност која обухвата, поред неких посебних случајева, три велике групе:
    - деликтну одговорност,
    - одговорност за штету од опасне ствари или опасне делатности и
    - одговорност за другога.

## Појам и елементи кривичног дела
Кривично дело је друштвено опасно дело који правни поредак забрањује под претњом примене кривичне санкције. У теорији кривичног права кривично дело је дефинисано на различите начине који се могу разврстати на два сватања појма кривичног дела: формалистичко и материјалистичко. Кривично дело се описује као противправно дело којим се повређују или угрожавају заштићене вредности и које је због своје опасности, у закону одређено као кривично дело и за њега је прописана кривична санкција.
Основни елеменат кривичног дела је радња без које не може бити ни остварено кривично дело, а радња се може извршити чињењем или нечињењем. Елементи кривичног дела на основу појма кривичног дела су:
- постојање дела, тј. последице узроковане људском радњом
- друштвена опасност дела
- противправност дела,
- одређеност дела кривичним законом и
- кривица учиниоца дела

Свако кривично дело мора у себи да садржи све наведене елементе и непостојање било којег елемента доводи до непостојања кривичног дела. Осим основних елемената свако кривично дело има и своје посебне елменте по којима се разликује од других кривичних дела, и ти посебни елементи условљавају постојање одређеног, конкретног кривичног дела.

## Кривична одговорност
Кривична одговорност су услови да се на извршиоца кривичног дела примени кривична санкција.

### Казнена одговорност
Казнена одговорност је одговорност за кажњива дела. Најзнажајнију област у оквиру казнене одговорности обухвата кривична одговорност, односно одговорност појединца за извршено кривично дело. Поред овог најбитнијег облика, постоји и одговорност правног лица за привредне преступе, те одговорност за прекршаје.
За кривично дело може одговарати само физичко лице, за привредни преступ само правно лице и физичко лице које у њему одговара за законитост пословања (нпр. директор), а за прекршај могу одговарати правно и физичко лице. Сваки законодавац доноси систем казнено-правних правила којима се уређују три врсте питања:
- која су понашања кажњива,
- који су услови казнено-правне одговорности и
- које су казнено-правне санкције.

Најозбиљнија кажњива понашања, које закон назива друштвено опасним понашањима, јесу кривична дела (нпр. разбојништво, убиство, крађа, утаја пореза...). Услови казнено-правне одговорности, поред извршења кажњивог дела као објективног услова, јесу и урачунљивост учиниоца и његова кривица (кривица у ужем смислу), као субјективни услови. То подразумева да је онај ко је извршио кажњиво дело био свестан својих поступака, те да је дело извршио умишљајно (намерно) или бар нехатно. Казненоправне санкције имају за циљ деловање на личност учиниоца (тзв. специјална превенција) и деловање на друга лица да се уздрже од вршења кажњивих дела (тзв. генерална превенција). Било да је реч о казни лишења слободе или новчаној казни, казнено-правна санкција има у виду кажњавање учиниоца због извршеног дела.
Кривично-правна санкција је превасходно казна, она нема у виду личност оштећеног, већ је пре свега уперена на учиниоца, а посредно и на сва трећа лица. Под одрђеним условима уместо казне учиниоцу се може изрећи само опомена. Поред ових санкција, могуће је и изрицање мера безбедности односно заштитних мера (као нпр. одузимање предмета, обавезно лечење алкохоличара и наркомана и сл). Њихов циљ је најчешће специјална превенција, односно спречавање учиниоца да поново изврши неко кажњиво дело.

### Појам и елементи кривичне одговорности
За кривично дело у закону се увек одређује казна и она се може изрећи само кривично одговорном учиниоцу. Кривично је одговоран учинилац који је урачунљив и који је кривично дело учинио са умишљајем или из нехата. Постојање кривичне одговорности је услов за примену казне за учињено кривично дело, а састоји се од субјективних и објективних услова. На основу субјективних услова кривична одговорност се посматра као скуп оних субјективних услова који караткеришу учиниоца кривичног дела као урачунљивог и виног учиниоца.
По овом сватању, кривична одговорност је психичка категорија, али је неопходно и њено шире шватање на основу објективно-субјективних услова. По овом дватању кривична одговорност се састоји из кривичног дела као објективног елемента и из урачунљивости и виности, као субјективних елемената. То значи да у тренутку извршења кривичног дела морају постојати и урачунљивост и виност како би се извршилац могао прогласити кривично одговорним за одређено дело и да би се могла применити прописана казна.

### Урачунљивост и неурачунљивост
Урачунљивост представља скуп интелектуалних и вољних елемената који чине човека способним да мисли, расуђује и одлучује о својим поступцима и да управља њима. На основу тога се прописује да није урачунљив учинилац који у време извршења кривичног дела није могао да шватити значај свог дела или није могао да управља својим поступцима услед:
- душевна болести,
- привремене душевне поремећености или
- заосталог душевног развоја (неурачунљивост).

За разлику од тога, кривично је одговоран учинилац кривичног дела који употребом алкохола, дрога или на други начин доведе себе у стање у коме није могао да швати значај свог дела или да управља својим поступцима, ако је у време довођења у то стање дело било обухваћено његовим умишљајем или је у односу на дело код њега постојао нехат, а закон за такво дело предвида кривичну одговорност и за нехат (самоскривљена неурачунљивост). Овај изузетак од неурачунљивости познат је под називом actiones liberae incaus и означава радњу која је слободна у одлуци, али не и у извршењу.
По традиционалном шватању урачунљивост је основ виности, јер виност не може постојати без урачунљивости. По савременим шватањима урачунљивост се сматра општим условом за постојање кривичне одговорности, јер свако лице мора бити способно за расуђивање и одлучивање да би било и кривично одговорно за учињено кривично дело.

### Виност
Виност је психички однос учиниоца према свом делу и изражава се у постојању свести о радњи и последици и њиховом међусобном односу. Дакле, да би учинилац кривичног дела био и кривично одговоран суд мора утврдити постојање виности.
Насупрот пракси утврђивања неурачунљивости, тј. презумпцији урачунљивости, стоји принцип утврђивања виности. Утврђивање виности се врши у кривичном поступку од стране суда путем доказа.

### Одговорност правних лица за кривична дела
У кривичном закону постоји прописана одговорност правног лица за кривично дело које је учинилац учинио у име, за рачун или у корист правног лица. За кривично дело које је учинилац учинио у име, за рачун или у корист правног лица, одговорно је правно лице:
- када обележја учињеног кривичног дела произлазе из одлуке, налога или одобрења руководећих или надзорних органа правног лица или
- када су руководећи или надзорни органи правног лица утицали на учиниоца или му омогућили да учини кривично дело или
- када правно лице располаже са противправно оствареном имовинском користи или користи предмете настале кривичним делом или
- када су руководећи или надзорни органи правног лица пропустили дужни надзор над законитошћу рада радника.

Правно лице је одговорно за кривично ђело и када учинилац за учињено кривично дело није кривично одговоран. Одговорност правног лица не искључује кривичну одговорност физичких, односно одговорних лица за учињено кривично дело. Када у правном лицу осим учиниоца нема другог лица или органа који би могли усмеравати или надзирати починиоца, правно лице одговара за учињено кривично дело у границама одговорности учиниоца.
- Кривично дело
- Кривица
- Кривично право